# Інгібітори АПФ
Інгібі́тори ангіотензинперетво́рюючого ферме́нту (АПФ) або Інгібі́тори ангіотензинконверту́ючого ферме́нту інгібують перетворюючий фермент пептидилдипептидазу, що перетворює ангіотензин I в ангіотензин II,  також послаблюють розпад брадикініну — сильний вазодилататор, який стимулює викид NO і простацикліна (простагландина I2). Гіпотензивна активність інгібіторів АПФ є наслідком інгібування дії ренін-ангіотензинової системи і посилення ефектів калікреїн-кінінової системи.
Ангіотензин II, що утворюється з ангіотензину I під час реакції за участю ангіотензинперетворюючого ферменту (АПФ, кінінази II), є потужним вазоконстриктором, первинним вазоактивним гормоном ренін-ангіотензинової системи та важливим компонентом патофізіологічних механізмів гіпертензії. Він також стимулює секрецію альдостерону корою надниркових залоз.

## Класифікація інгібіторів ангіотензинперетворюючого ферменту

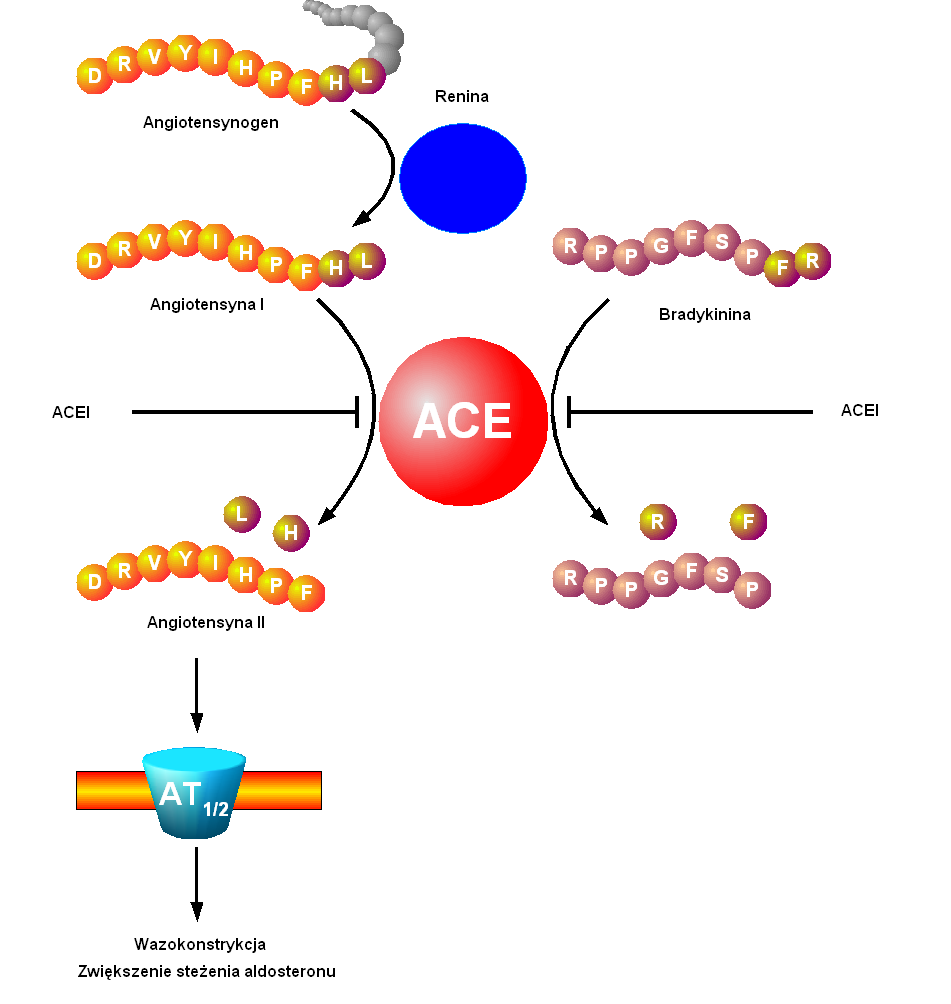
Механізм дії інгібіторів АПФ

Із сульфгідрильними групами
- Каптоприл
- Зофеноприл

Дикарбоксилатні
- Еналаприл
- Раміприл
- Квінаприл
- Периндоприл
- Лізиноприл
- Беназеприл

Фосфонатні
- Фозиноприл

Природні інгібітори АПФ
Казокініни та лактокініни.